# The Grease Band
The Grease Band was een Britse rockband, die in 1966 in Sheffield werd opgericht door Joe Cocker en Chris Stainton. De band werd oorspronkelijk opgericht om te dienen als de begeleidingsband van Joe Cocker. Ze traden op met Cocker in de jaren zestig, inclusief zijn optreden op het Woodstock Festival in augustus 1969. Nadat Cocker de bezetting van de Mad Dogs & Englishmen-albumband had geformeerd, bracht de groep in de jaren 1970 twee albums uit zonder hem.

## Bezetting
- Joe Cocker (zang)
- Chris Stainton (basgitaar, keyboards)
- Henry McCullough[3] (leadgitaar)

- Alan Spenner[4] (basgitaar)
- Bruce Rowland[5] (drums)
- Mike Greene[6]
- Neil Hubbard[7] (gitaar)
- Sneaky Pete Kleinow

## Geschiedenis
Hun toetsenist was Chris Stainton, die uitgebreid op tournee ging met Eric Clapton. Bassist Alan Spenner en ritmegitarist Neil Hubbard gingen spelen in de Britse blue-eyed soulband Kokomo, daarna werkte het paar ter ondersteuning van de incarnatie van Roxy Music in de late jaren 1970/begin jaren 1980. Drummer Bruce Rowland trad later toe tot Fairport Convention. Henry McCullough was de leadgitarist van The Grease Band, een rol die hij later vervulde in Wings van Paul McCartney, en bleef dat als soloartiest tot zijn dood in juni 2016. Rowland, Spenner, Hubbard en McCullough speelden allemaal op de oorspronkelijke opname uit 1970 van Jesus Christ Superstar.
The Grease Band was als begeleidingsband van Joe Cocker bij zijn eerste hitsingle Marjorine (1968) erbij, die verrassend een top 50-hit werd in het Verenigd Koninkrijk. De volgende single, een coverversie van The Beatles-song With a Little Help from My Friends, werd zelfs een nummer 1-hit in de hitlijsten. Er volgden tournees en in 1969 het optreden tijdens het Woodstock-festival, dat de band en hun zanger ook bekendheid gaf in de Verenigde Staten. In 1970 nam Cocker afscheid van de band om zijn carrière als solist te vervolgen. The Grease Band speelde daarna een eigen album in, maar werd daarna in 1971 ontbonden. In 1975 was er een korte hereniging, die een tweede album opleverde, voordat de definitieve ontbinding een feit werd.

## Discografie

### Albums
- 1971: The Grease Band
- 1976: Amazing Grease